# Mohawk (rivier in Oregon)
De Mohawk is een rivier in het noordwesten van de Verenigde Staten van Amerika in de staat Oregon. De rivier heeft een lengte van 26 km en is een zijrivier van de McKenzie en ontspringt in de county Lane ongeveer 12 km ten noordoosten van Springfield en ontwatert de uitlopers van de Cascade Range in het zuidoosteinde van de Willamette-vallei ten noordoosten van Springfield. De Mohawk stroomt ten noorden van Springfield in de McKenzie.
De rivier geeft haar naam aan een groep van rivierstammen van Kalapuya-indianen die in de 19de eeuw de riviervallei bewoonden. De stammen waren niet verwant aan de Mohawk in het oosten van de Verenigde Staten.